# تيفا زافيروني
تيفا زافيروني (بالفرنسية: Teva Zaveroni)‏ (10 أكتوبر 1975 بتاهيتي في فرنسا - ) هو لاعب كرة قدم فرنسي في مركز الوسط. شارك مع منتخب تاهيتي لكرة القدم. أما مع النوادي، فقد لعب مع إيه إس بيراي.

## وصلات خارجية
- تيفا زافيروني على موقع قاعدة بيانات كرة القدم.إي يو (الإنجليزية)
- تيفا زافيروني على موقع ناشيونال فوتبول تيمز (الإنجليزية)